# 車道町
車道町（くるまみちちょう）は、愛知県名古屋市東区にある丁目。現行行政地名は車道町1丁目から車道町3丁目。住居表示未実施。

## 地理
名古屋市東区の中央部に位置し、東に黒門町、西に筒井、南に筒井町、北に百人町に接する。

## 世帯数と人口
2019年（平成31年）2月1日現在の世帯数と人口は以下の通りである。
| 町丁   | 世帯数  | 人口  |
| ------ | ------- | ----- |
| 車道町 | 132世帯 | 274人 |

## 学区
市立小・中学校に通う場合、学校等は以下の通りとなる。また、公立高等学校に通う場合の学区は以下の通りとなる。
| 番・番地等 | 小学校               | 中学校                 | 高等学校 |
| ---------- | -------------------- | ---------------------- | -------- |
| 全域       | 名古屋市立筒井小学校 | 名古屋市立あずま中学校 | 尾張学区 |

## 施設
- 黒門公園

## その他
名古屋市営地下鉄の車道駅は1989年に開通。駅付近はそれ以前の旧車道町5丁目及び6丁目であるが1981年に葵、筒井となっているので、車道町内にはない。古くはナフコチェーン吉川屋など商店が多かったが現在は宅地化や道路の新設が進んでしまっている。

### 日本郵便
- 郵便番号 : 461-0036[3]（集配局：名古屋東郵便局[8]）。